# Trude Hesterberg
Trude Hesterberg (née Gertrud Johanna Dorothea Helene Hesterberg le 2 mai 1892 à Berlin et morte le 21 ou le 31 août 1967 à Munich) est une actrice de théâtre et de cinéma, une directrice de cabaret et une chanteuse allemande.

## Biographie
Trude Hesterberg fut étudiante au Conservatoire Stern de Berlin. En 1912, elle fit ses débuts au théâtre et au cinéma et se produisit ensuite sur de nombreuses scènes (Wintergarten, Schall und Rauch) interprétant des œuvres de Kurt Tucholsky, Friedrich Hollaender ou Erich Kästner.
En 1921, elle ouvrit son propre cabaret, Wilde Bühne, l'un des premiers cabarets politico-littéraires où purent se produire Wilhelm Bendow, Walter Mehring et, pour 6 nuits seulement en 1922, Bertolt Brecht. À cause de l'hyperinflation, elle dut le fermer en 1923.
Trude Hesterberg aurait été pressentie pour jouer L'Ange bleu avant que Marlene Dietrich ne soit choisie.
En 1933, Trude Hesterberg devint membre du parti nazi et ouvrit un nouveau cabaret, le Musenschaukel, avec des productions allemandes pour plaire aux autorités, mais ce fut un échec commercial et elle dut le fermer en 1934. Réhabilitée par le parti nazi (ses amitiés à gauche lui avaient donné des soucis), elle retourna alors dans un cabaret où elle avait auparavant joué, le Kadeko, Kabarett der Komiker (de).
Trude Hesterberg a tourné dans plus de 80 films entre 1914 et 1961 et elle possède une étoile sur le Walk of Fame of Cabaret.
Heinrich Mann, avec lequel elle eut une liaison, lui a écrit une pièce, Bibi.

## Filmographie partielle
- 1925 : Variétés d'Ewald André Dupont
- 1926 : Manon Lescaut de Arthur Robison
- 1926 : Madame ne veut pas d'enfants d'Alexander Korda
- 1927 : Le Baron imaginaire de Willi Wolff
- 1927 : La Traite des Blanches de Jaap Speyer
- 1927 : Laster der Menschheit de Rudolf Meinert
- 1928 : La Grande Aventurière (Die große Abenteuerin) de Robert Wiene
- 1928 : Die kleine Sklavin de Luise et Jakob Fleck
- 1931 : Die Männer um Lucie d'Alexander Korda
- 1932 : Tumultes (Stürme der Leidenschaft) de Robert Siodmak
- 1953 : L'Histoire du petit Muck (Die Geschichte vom kleinen Muck) de Wolfgang Staudte
- 1955 : Le Joyeux Vagabond de Hans Quest
- 1957 : Les Nuits du Perroquet vert de Georg Jacoby
- 1957 : Fille interdite de Werner Klingler
- 1957 : Des filles et des hommes (La ragazza della salina) de František Čáp

## Rôles aux théâtre
- Grandeur et décadence de la ville de Mahagonny, Bertolt Brecht et Kurt Weill[6]
- 1928 : Bibi de Heinrich Mann[9]

## Source de la traduction
- (de) Cet article est partiellement ou en totalité issu de l’article de Wikipédia en allemand intitulé « Trude Hesterberg » (voir la liste des auteurs).